# Casavant Frères
Pour les articles homonymes, voir Casavant.
 (juillet 2024).
La mise en forme du texte ne suit pas les recommandations de Wikipédia : il faut le « wikifier ».
Les points d'amélioration suivants sont les cas les plus fréquents. Le détail des points à revoir est peut-être précisé sur la page de discussion.
- Les titres sont pré-formatés par le logiciel. Ils ne sont ni en capitales, ni en gras.
- Le texte ne doit pas être écrit en capitales (les noms de famille non plus), ni en gras, ni en italique, ni en « petit »…
- Le gras n'est utilisé que pour surligner le titre de l'article dans l'introduction, une seule fois.
- L'italique est rarement utilisé : mots en langue étrangère, titres d'œuvres, noms de bateaux, etc.
- Les citations ne sont pas en italique mais en corps de texte normal. Elles sont entourées par des guillemets français : « et ».
- Les listes à puces sont à éviter, des paragraphes rédigés étant largement préférés. Les tableaux sont à réserver à la présentation de données structurées (résultats, etc.).
- Les appels de note de bas de page (petits chiffres en exposant, introduits par l'outil «  Source ») sont à placer entre la fin de phrase et le point final[comme ça].
- Les liens internes (vers d'autres articles de Wikipédia) sont à choisir avec parcimonie. Créez des liens vers des articles approfondissant le sujet. Les termes génériques sans rapport avec le sujet sont à éviter, ainsi que les répétitions de liens vers un même terme.
- Les liens externes sont à placer uniquement dans une section « Liens externes », à la fin de l'article. Ces liens sont à choisir avec parcimonie suivant les règles définies. Si un lien sert de source à l'article, son insertion dans le texte est à faire par les notes de bas de page.
- La présentation des références doit suivre les conventions bibliographiques. Il est recommandé d'utiliser les modèles {{Ouvrage}}, {{Chapitre}}, {{Article}}, {{Lien web}} et/ou {{Bibliographie}}. Le mode d'édition visuel peut mettre en forme automatiquement les références.
- Insérer une infobox (cadre d'informations à droite) n'est pas obligatoire pour parachever la mise en page.

Pour une aide détaillée, merci de consulter Aide:Wikification.
Si vous pensez que ces points ont été résolus, vous pouvez retirer ce bandeau et améliorer la mise en forme d'un autre article.

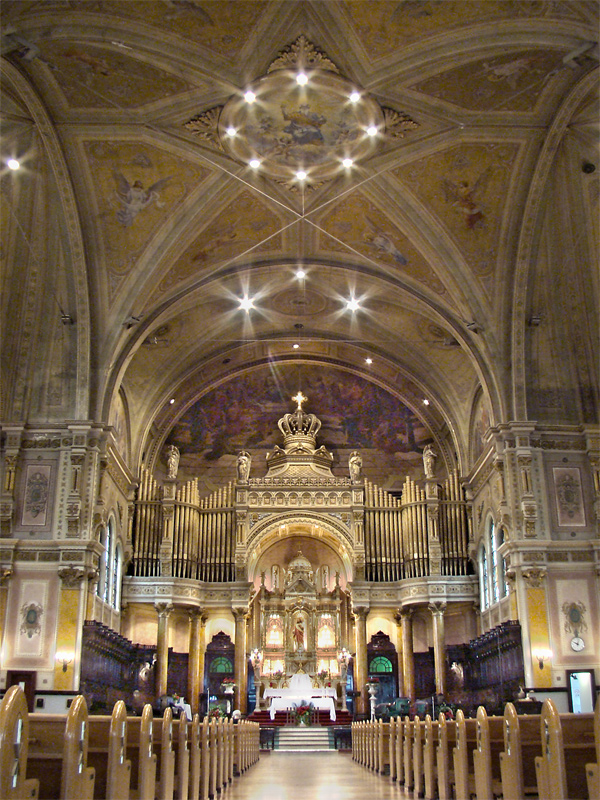
Église du Très-Saint-Nom-de-Jésus, Montréal : l'orgue de chœur est au-dessus du maître-autel, commandé depuis le grand orgue à la tribune du fond.

Casavant Frères est une maison de facteurs d'orgues québécoise fondée en 1879 par les frères Joseph-Claver (1855-1933) et Samuel Casavant (1859-1929). Ces derniers sont les fils de Joseph Casavant. La maison Casavant Frères est reconnue comme l'une des cinq premières factures d'orgues au monde. Elle a réalisé près de quatre mille instruments à ce jour, installés notamment au Canada, aux États-Unis, au Japon, en Australie et au Mexique. Plusieurs instruments ont récemment été installés en Chine. 

## Historique
Joseph Casavant fonda l'entreprise Casavant vers 1840 pour construire des orgues. Durant 26 ans, il a construit  17 orgues. Il se retire de la production d'orgue en 1886 et c'est Eusèbe Brodeur, un employé de la maison depuis 1860, qui prend la relève. C'est également ce dernier qui formera les deux fils de Casavant, Samuel et Joseph Claver à la facture d'orgue. Brodeur a créé trois orgues complets à son nom, du temps où vivait encore Joseph Casavant. Ces instruments sont respectivement situés à Saint-Eustache (1867), Baie-du-Febvre (1872) — détruit vers 1935 — et à Saint-Denis-sur-Richelieu (1873). 
En 1874, à sa mort, Joseph Casavant légua la facture d'orgues à ses fils. 
En 1878, Joseph-Claver se rendit en France pour se perfectionner dans l'art de la facture d'orgues chez E. et John Abbey, le facteur de Versailles, et Cavaillé-Coll. En 1879, Samuel rejoint son frère en France et ainsi ils s'affairent visiter les grand facteurs d'orgues de l'Europe, dont Puget, Merklin, Walker et Willis. Après la tournée européenne «employée à visiter les principaux instruments de France, d'Italie, de Suisse, d'Allemagne, de Belgique et d'Angleterre[réf. nécessaire]», ils revinrent à Saint-Hyacinthe et destituèrent M. Brodeur[réf. nécessaire]. En 1879  la maison Casavant Frères est fondée à Saint-Hyacinthe sur la rue Mondor. Par la suite, le premier instrument neuf (Opus 1) construit et installé le fut pour la chapelle Notre-Dame-de-Lourdes de Montréal en 1880 et 1881.
Tout au long de leur vie professionnelle, les frères Casavant travaillèrent toujours de la même façon, ayant comme outils de travail le savoir-faire de leur père et le traité de Dom Bedos de Celles, Le Facteur d'orgues.
La Collection Famille Casavant est conservée au centre d'archives de Montréal de Bibliothèque et Archives nationales du Québec.

## Réalisations marquantes
Il est encore possible de voir et d'entendre la deuxième réalisation de Joseph Casavant, l'orgue de la basilique d'Ottawa, en Ontario au Canada. L'instrument a été retouché par la maison depuis, électrifié en 1898 entre autres, mais en prenant soin de conserver au maximum son aspect et sa sonorité d'origine.
L'orgue de la Basilique Notre-Dame de Montréal, le plus grand orgue du Canada, est actuellement le plus grand orgue Casavant. L'orgue de la cathédrale Saints-Pierre-et-Paul de Providence compte parmi les plus importants de la maison.

### L'Opus 1
Le premier instrument des frères Casavant existe toujours, dans la Chapelle Notre-Dame-de-Lourdes, rue Sainte-Catherine, à Montréal. Il a été installé en 1880. Par la suite il a été reconstruit et converti à la traction électropneumatique.

### L'orgue de Sainte-Anne d’Ottawa
L’orgue Casavant
Le nouvel instrument, opus 701, construit par les ateliers Casavant Frères, de Saint-Hyacinthe au Québec, est acquis pour la somme de 4 750 $ en 1914.
Pour aider à défrayer les coûts, une souscription s'organise dans la paroisse et amasse la somme de 1 190 $. Le nouvel orgue est inauguré par Amédée Tremblay le 23 juillet 1914.
L'instrument a été restauré en 1988.
Caractéristiques
- 3 claviers manuels et pédalier
- 43 jeux, 54 rangs
- traction électropneumatique
- Étendue des claviers : 61 notes (C-c4)
- Étendue du pédalier : 32 notes (C-g1)
- Accouplements : GO/PED 8,4; REC/PED 8,4; POS/PED 8; REC/GO 16,8,4; POS/GO 8; REC/POS 8; REC 16,4
- Combinaisons ajustables: GO 5; REC 5; POS 5; PED 3; GEN 5
- Combinateur électronique à 8 niveaux de mémoire
- Pédales d'expression: POS, REC, Crescendo

### L'orgue Casavant d'Expo 67, Opus 2915
Pour toute la durée (6 mois) d'Expo 67, tenue à Montréal d'avril à octobre 1967, Casavant Frères a construit et installé dans la petite salle de concert du pavillon du Canada (Katimavik) un orgue à traction mécanique d'esthétique baroque allemande (2 claviers, pédalier, 18 jeux), l'opus 2915, sur lequel se sont produits les meilleurs organistes canadiens. Cet instrument était alors représentatif de l'intérêt de Casavant pour les instruments construits et harmonisés selon les principes baroques et classiques. 
Après l'Exposition, cet instrument a été démonté et installé dans l'église épiscopalienne Calvary St. George's de Bridgeport au Connecticut où il est toujours en service.

### Le grand orgue du Palais Montcalm (Québec), Opus 3896
Dernière grande réalisation : un orgue pour la salle de concert du Palais Montcalm à Québec.
Cet instrument tout neuf inspiré, de l’esthétique sonore du facteur Gottfried Silbermann, placé entre ciel et terre sur le fond de la scène, mesure environ 10 m de hauteur et de 7 m de largeur; il compte trois claviers et pédalier à traction mécanique, 37 jeux (51 rangs), pour un total de 2846 tuyaux. Inauguré le 4 octobre 2013 par Richard Paré et l'ensemble Les Violons du Roy, dirigé par Bernard Labadie. Une deuxième console mobile à traction électrique peut être utilisée sur la scène.

### L'opus 3900 de la Maison symphonique de Montréal
Grâce à un don de 5 millions de dollars de la mécène Jacqueline Desmarais, Casavant Frères a construit son opus 3900, un orgue de 83 jeux (116 rangs), 2 consoles (une console à traction mécanique et une console électrique mobile) de 4 claviers et pédalier, pour la Maison symphonique de Montréal. Avec ses 6 489 tuyaux. Cet instrument est l'un des plus importants au Québec et au Canada. Son inauguration a eu lieu le 28 mai 2014 lors d'un concert de l'OSM avec la 3e Symphonie de Saint-Saëns, dirigée par Kent Nagano, avec l'organiste français Olivier Latry. 

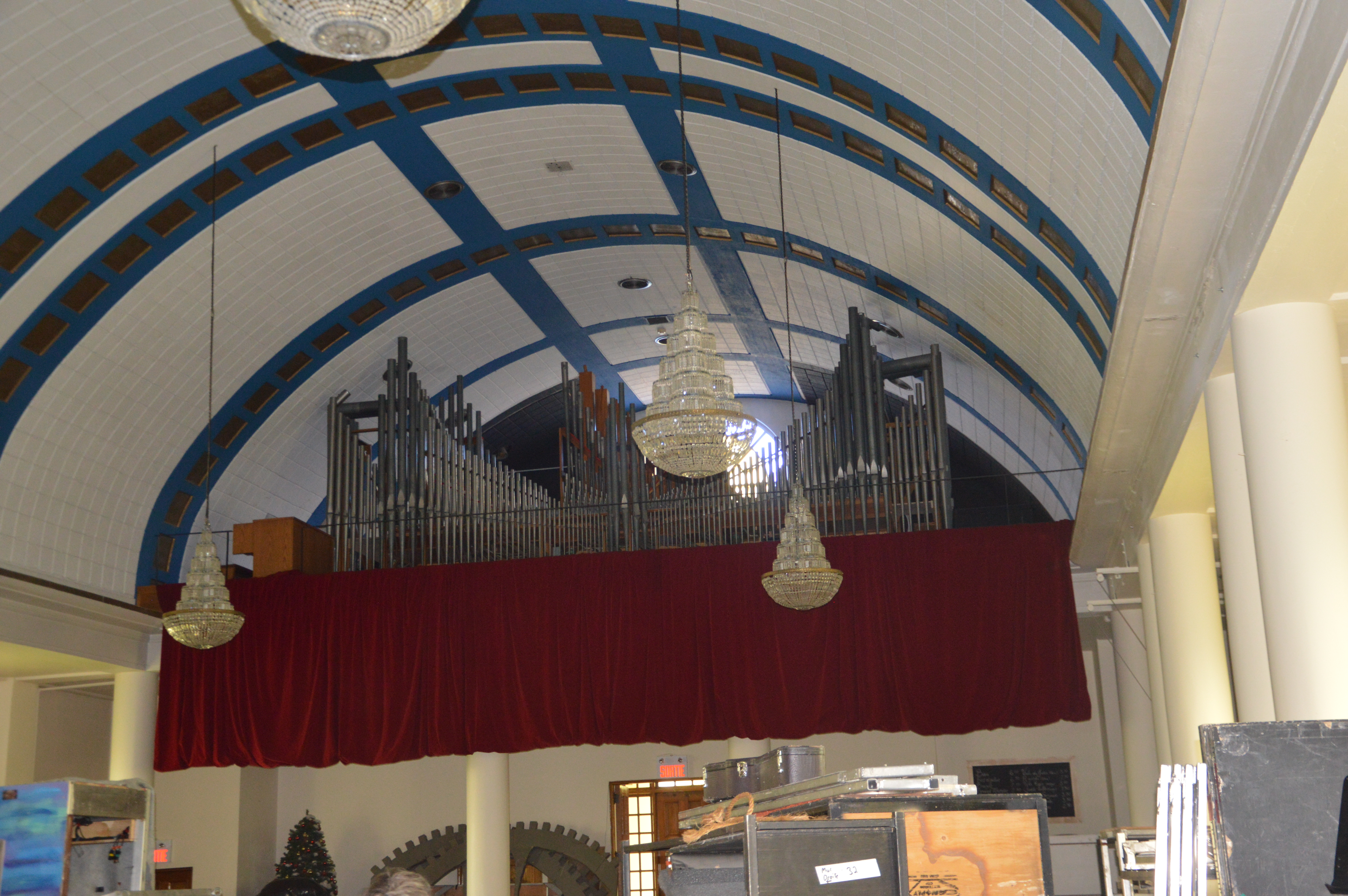
Opus 2710 dans l'église Saint-Jacques d'Arvida.

Le design très original de la façade (une Montre 32' installée pour l'inauguration de la salle le 7 septembre 2011) est élaboré par Casavant et Diamond-Schmitt+Ædifica. 

L'organiste français Olivier Latry est le principal expert-conseil pour ce projet.